# Административная реформа 2025 года во Вьетнаме
В 2025 году руководство Вьетнама провело административную реформу, в результате которой количество административных единиц первого (провинциального) уровня сократилось с 63 до 34. До реформы территория была разделена на 57 провинций и 6 городов центрального подчинения, после — на 28 провинций и 6 городов центрального подчинения. Ликвидируемые провинции были включены в состав существующих провинций и городов. Одновременно с этим был упразднён уездный уровень управления, что оставило только два уровня: провинций и общин. Количество административных единиц общинного уровня сокращено с более чем 8 тысяч до 3321.

## История
12 июня 2025 года Национальное собрание Вьетнама утвердило решение об административной реформе 461 голосами «за» из 465. Принятые изменения в структуре власти начали действовать с 1 июля. Всего на сессии парламента было принято 14 законов и 2 резолюции, реализующих изменения административной системы.
Для некоторых провинций был установлен переходный период с особой структурой органов власти.

## Административные единицы первого уровня после реформы

### Объединённые
52 административных были реформированы, в том числе 4 города центрального подчинения:
| Название  | Тип       | Включил в себя           |
| --------- | --------- | ------------------------ |
| Хошимин   | город     | Бариа-Вунгтау, Биньзыонг |
| Хайфон    | город     | Хайзыонг                 |
| Дананг    | город     | Куангнам                 |
| Кантхо    | город     | Шокчанг, Хаузянг         |
| Туенкуанг | провинция | Хазянг                   |
| Лаокай    | провинция | Йенбай                   |
| Тхайнгуен | провинция | Баккан                   |
| Футхо     | провинция | Виньфук, Хоабинь         |
| Бакнинь   | провинция | Бакзянг                  |
| Хынгйен   | провинция | Тхайбинь                 |
| Ниньбинь  | провинция | Ханам, Намдинь           |
| Куангчи   | провинция | Куангбинь                |
| Куангнгай | провинция | Контум                   |
| Зялай     | провинция | Биньдинь                 |
| Кханьхоа  | провинция | Ниньтхуан                |
| Ламдонг   | провинция | Дакнонг, Биньтхуан       |
| Даклак    | провинция | Фуйен                    |
| Донгнай   | провинция | Биньфыок                 |
| Тэйнинь   | провинция | Лонган                   |
| Виньлонг  | провинция | Бенче, Чавинь            |
| Донгтхап  | провинция | Тьензянг                 |
| Камау     | провинция | Бакльеу                  |
| Анзянг    | провинция | Кьензянг                 |

### Сохранившиеся без изменения
В прежних границах и статусе остались 11 административных единиц провинциального уровня, включая 2 города центрального подчинения и 9 провинций:
| Название  | Тип       |
| --------- | --------- |
| Ханой     | город     |
| Хюэ       | город     |
| Лайтяу    | провинция |
| Дьенбьен  | провинция |
| Шонла     | провинция |
| Каобанг   | провинция |
| Лангшон   | провинция |
| Куангнинь | провинция |
| Тханьхоа  | провинция |
| Нгеан     | провинция |
| Хатинь    | провинция |